# Vesícula (dermatologia)

Vesícula i butllofa.

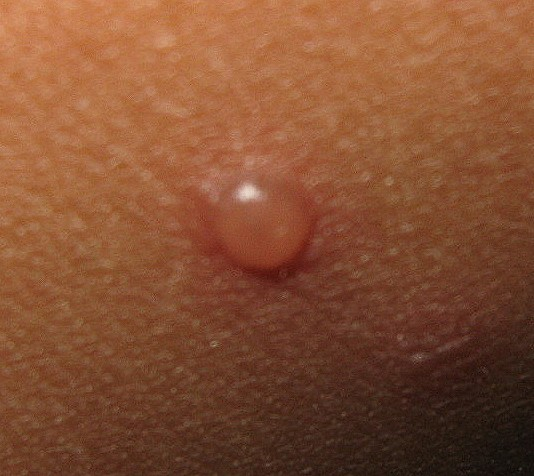
Una vesícula en una varicel·la.

Una vesícula és una lesió de la pell, consistent en una elevació circumscrita de l'epidermis a causa d'una acumulació de líquid clar continguda en una cavitat neoformada, d'un volum variable, però petit (diàmetre 1-3 mm).

## Diagnòstic diferencial
- Butllofa: la butllofa és més gran.
- Pústula: el contingut de la pústula és purulent.
- Rarament es pot confondre amb una pàpula petita i semitransparent.